# Dave Dee

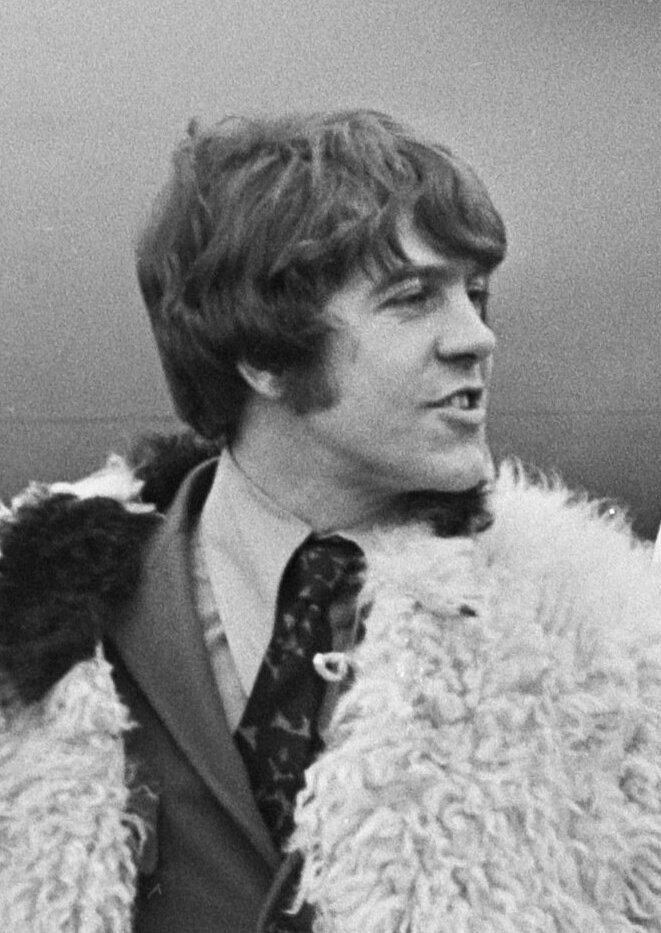
Dave Dee (1967)

Dave Dee (Geburtsname David John Harman; * 17. Dezember 1941 in Salisbury, England; † 9. Januar 2009 in London) war ein britischer Sänger, der vor allem mit der Popgruppe Dave Dee, Dozy, Beaky, Mick & Tich in der zweiten Hälfte der 1960er-Jahre bekannt wurde.

## Leben

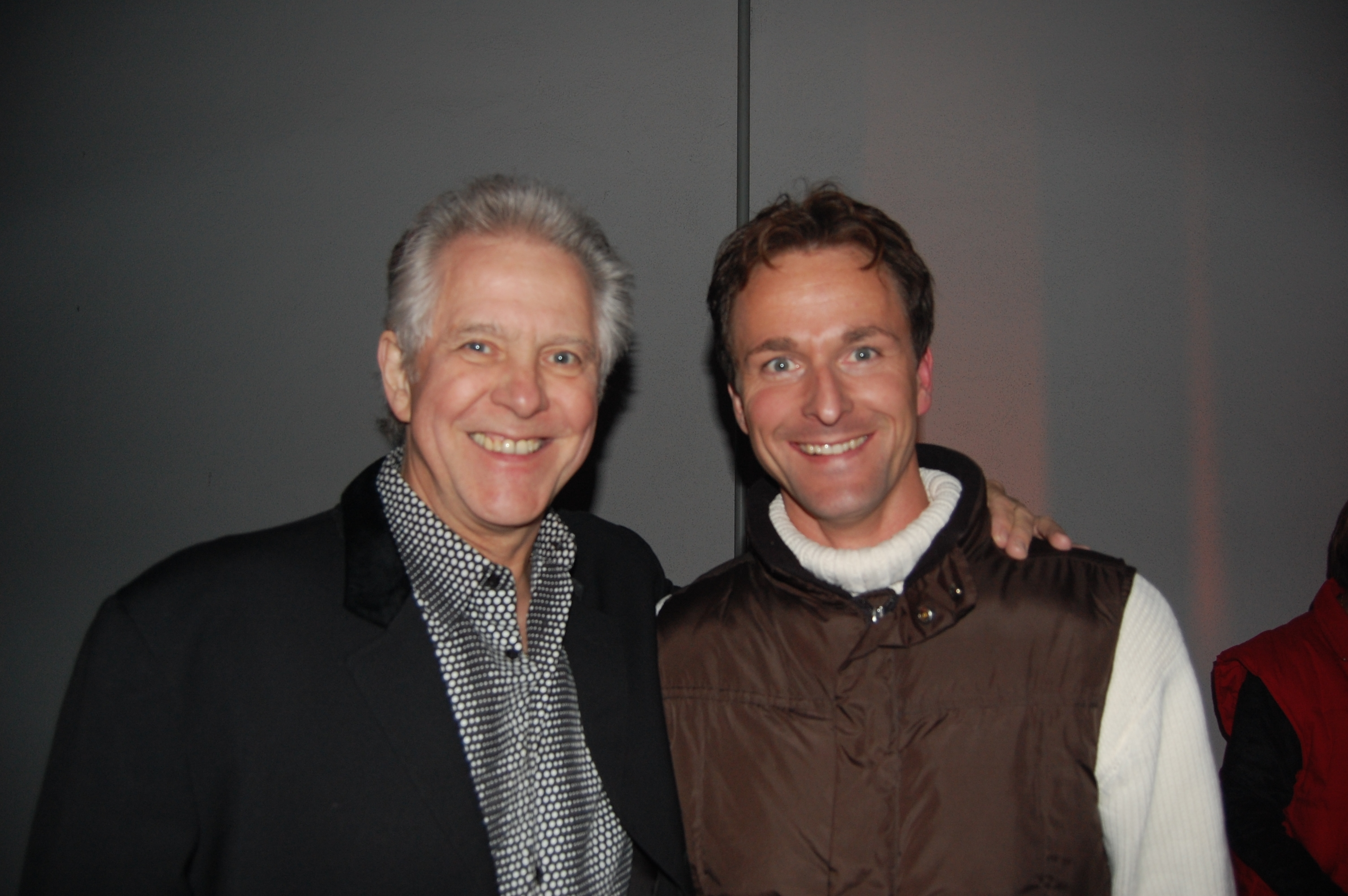
Dave Dee & Veranstalter Kay Dörfel, anlässlich des letzten Konzerts in Deutschland, 2008

Dave Dee gab seinen Beruf als Polizist auf, um ab 1961 mit seinen Freunden als Musiker sein Geld zu verdienen. Als Polizeischüler hatte er zufällig den Autounfall mit aufnehmen müssen, durch den der amerikanische Rock-’n’-Roll-Musiker Eddie Cochran ums Leben kam. Als Dave Dee and the Bostons spielten die Freunde aus Salisbury in England und gelegentlich auch in Hamburg (Star Club, Top Ten Club) und Köln (Storyville). 1964 bekamen sie einen Plattenvertrag und hatten als Dave Dee, Dozy, Beaky, Mick & Tich zwischen 1964 und 1969 eine ganze Reihe Hits, etwa The Legend of Xanadu (1968).

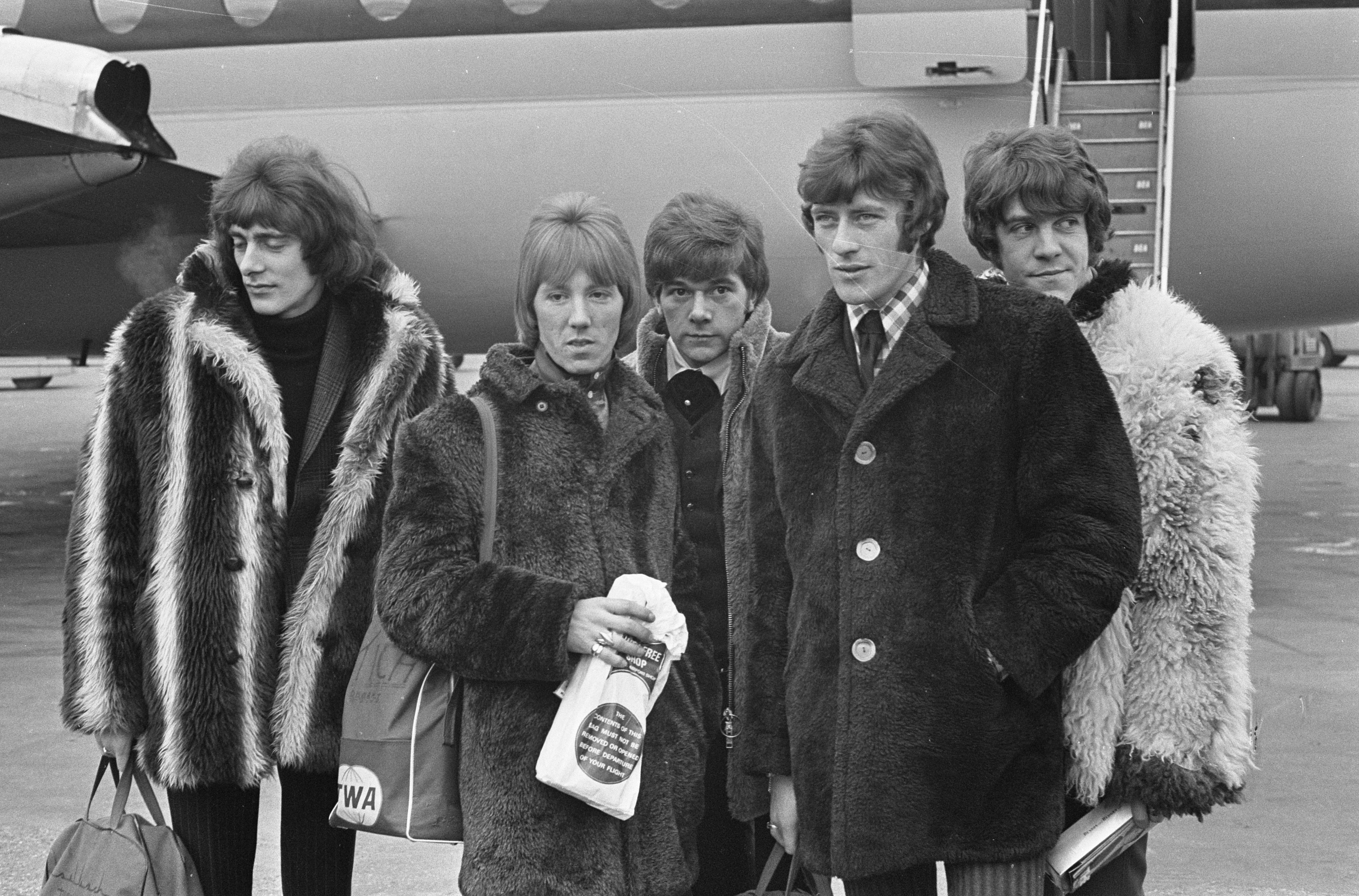
Dave Dee (rechts), 1967

1969 verließ Dave Dee die Gruppe, um solo zu arbeiten. Er brachte einige Singles heraus. In den 1980ern gründete er sein eigenes Musik-Label Double D, ohne jedoch den großen Erfolg zu finden. Er arbeitete wieder mit den früheren Freunden sowie mit der schottischen Pop-Band Marmalade zusammen. In den 1990ern kam es zur Wiedervereinigung von Dave Dee, Dozy, Beaky, Mick & Tich, die noch bis zum September 2008 auftraten. In den 2000er-Jahren wurde er bei Solo-Tourneen regelmäßig von der deutschen Rock ’n’ Roll-Coverband Larry and the Handjive begleitet. Sein letztes öffentliches Konzert spielte Dave Dee in Deutschland am 20. September 2008, gemeinsam mit den Soulful Dynamics und dem Beat Club-Leipzig, zur Oldienacht in Eisenberg/Thüringen.
Dave Dee starb am 9. Januar 2009 nach einem mehrjährigen Prostatakrebsleiden in Kingston upon Thames, Greater London.

## Diskografie
Singles
- Hold Tight (1966)
- Hard to Love You (1966)
- Hideaway (1966)
- Save Me (1966)
- Bend It (1966)
- Okay (1967)
- Touch Me, Touch Me (1967)
- Zabadak (1967)
- Last Night in Soho (1968)
- Wreck of the Antoinette (1968)
- The Legend of Xanadu (1968)
- I’ll love you / Things go better with Coke (1968)
- Snake in the Grass (1969)
- Tonight, Today (1969)
- Don Juan (1969)
- My Woman’s Man / Gotta Make You Part of Me (1970)
- Annabella / Kelly (1970)
- Everything About Her / If I Believed in Tomorrow (1970)
- Wedding Bells / Sweden (1971)
- Hold On / Mary Morning Mary Evening (1971)
- Swingy / Don’t You Ever Change Your Mind (1971)
- mit The Marmalade: Scirocco / Don’t Believe in Love Anymore (1989)

Album
- Unfinished Business (1995)